# レスパイト
レスパイト（英語: respite）とは、一時的中断、延期、小休止などを意味する英語。
日本では、主に育児、介護、障害、医療の分野で使われる。

## 概要

### レスパイト・ケア
レスパイト・ケアとは、在宅で乳幼児や障害者（児）、高齢者などを介護（育児）している家族に、支援者が介護（育児）を一時的に代替してリフレッシュしてもらうこと。また、そのようなサービスのこと。
元々は欧米で生まれた考え方である。日本では、1976年（昭和51年）の「心身障害児（者）短期入所事業」（ショートステイ）が始まりである。
2000年（平成12年）に施行された介護保険法では、短期入所生活介護や短期入所療養介護という形でショートステイの給付が規定されている。
特別支援教育などの観点から見た場合は、特に放課後等デイサービスを指してレスパイトと称することが多い。

### レスパイト入院
レスパイト入院（レスパイトにゅういん）とは、神経難病患者や高齢のがん患者など、医学的管理や処置を在宅で受けている患者を対象に医療保険で入院を受け入れる制度。
介護保険対象のショートステイでは、薬や処置の制限や受け入れが困難な場合がある。
介護保険施設では受け入れが困難な胃ろうや気管切開、人工呼吸器の患者でも受け入れが可能な場合がある。